# أليكس هانوم
أليكس هانوم (بالإنجليزية: Alex Hannum) مواليد 19 يوليو 1923 في لوس أنجلوس - الوفاة 18 يناير 2002، كان لاعب كرة سلة أمريكي تحول إلى التدريب بعد الاعتزال بدأ مسيرته الاحترافية في سنة 1948. اعتزل اللعب في 1957.
يعد هانوم أول مدرب في التاريخ يفوز ببطولة الرابطة الوطنية لكرة السلة NBA و بطولة الرابطة الأمريكية لكرة السلة ABA ، حيث كان أول لقب له بالرابطة الوطنية لكرة السلة مع فريق ST.Louis hawks سنة 1958، أما لقب بطولة الرابطة الأمريكية لكرة السلة فكان مع فريق the Oakland oaks سنة 1969.

## فرق لعب لها
- فيلادلفيا سفنتي سيكسرز
- بالتيمور باليتس
- سكرامنتو كينغز
- أتلانتا هوكس
- ديترويت بيستونز

## روابط خارجية
- أليكس هانوم على موقع إن بي أي (الإنجليزية)
- أليكس هانوم على موقع سبورتس رفرنس (الإنجليزية)
- أليكس هانوم على موقع كلية كرة السلة في سبورتس رفرنس.كوم (الإنجليزية)
- أليكس هانوم على موقع ريلجم (الإنجليزية)
- أليكس هانوم على موقع بروبوليرز (الإنجليزية)
- أليكس هانوم على موقع سبورتس رفرنس (الإنجليزية)
- أليكس هانوم على موقع سبورتس رفرنس (الإنجليزية)